# Джордж Банкрофт (політик)
Джордж Банкрофт (англ. George Bancroft, 3 жовтня 1800 — 17 січня 1891) — американський історик і дипломат.

## Біографія

### Ранні роки
Джордж Банкрофт народився у Вустері (штат Массачусетс); син також відомого своєю літературною діяльністю проповідника Аарона Банкрофта, першого президента Американської унітаріанської асоціації; поступив до Гарварду в 13-річному віці й закінчив його в 1817 році. В 1818 році вирушив до Німеччини, де слухав лекції у Геттінгенському університеті; в 1820 році здобув диплом доктора філософії та в 1821 році завершив свою освіту європейським турне, під час якого він відвідав майже всіх видатних людей у світі літератури, науки та мистецтва, включаючи Йоганна Вольфганга фон Гете, Вільгельма фон Гумбольдта, Фрідріха Даніеля Ернста Шлейєрмахера, Георга Вільгельма Фрідріха Гегеля, лорда Байрона, Бартольда Георга Нібуру, Кристіана Карла Йосіаса фон Бунзена, Фрідріха Карла фон Савіньї, Варнхагена фон Енсе, Віктора Кузена, Бенжамена Констана та Алессандро Мандзоні.
Після восьмимісячного перебування в Італії Банкрофт повернувся через Марсель до Америки. Тут він обійняв місце викладача грецької мови в Гарвардському університеті, але незабаром після того разом з Когзвеллем заснував в 1823 році в Нортгемптоні Рундгілльську школу. Близько цього часу він надрукував переклад твору Геєрена «Думки про політику, повідомленнях і торгівлі найголовніших народів Старого Світу». За, декілька років він залишив своє училище, щоб вивчати виключно історію Сполучених Штатів.

## Політична діяльність
У політичній своїй діяльності він приєднався до Демократичної партії. У нагороду за це він в 1838 році здобув від президента ван Бюрена важливу посаду головного митного директора (Collector of Customs) у Бостонській гавані. Полк, який обійняв посаду президента республіки в 1845 році, призначив Банкрофта морським міністром, і на цій посаді він став засновником обсерваторії у Вашингтоні і морського училища в Аннаполісі (штат Мериленд). Восени 1846 року Полк відправив його надзвичайним та повноважним послом до Великої Британії, де той пробув до 1849.
Під час перебування у Лондоні Банкрофт ретельно дослідив архівні джерела з історії Америки і особливо Американської революції. З Лондона він неодноразово їздив до Парижа, де за сприяння Гізо, Міньє та Токвіля продовжував свої дослідження в архівах, відшукавши в них багаті матеріали. З 1850 року жив у Нью-Йорку, а влітку — у приморському місті Ньюпорті, займаючись виключно закінченням своєї «History of the United States» (частини 1-10, Бостон, 1834—1874; німецький переклад Кретчмара і Бартельса, Лейпциг, 1845 1875 французький Гамона — Париж, 1861—1862). У травні 1867 року президент Джонсон призначив його посланцем при прусському дворі та Північнонімецькому союзі. За посередництва Банкрофта був укладений 22 лютого 1868 року, між Сполученими Штатами і Північнонімецьким союзом договір, яким встановлено правила, що стосуються підданства емігрантів. Влітку наступного року за дорученням свого уряду він уклав такі ж договори з Баварією, Вюртембергом, Баденом і Гессеном. По проголошенні Німецької імперії Банкрофт залишався на своїй посаді до 1 липня 1874 року, потім повернувся на батьківщину і відтоді жив у Вашингтоні.
Написана ним історія Сполучених Штатів є зрілим плодом всієї літературної його діяльності; опис подій доведено в ній до кінця Війни за незалежність в 1782 році. Продовженням його служить твір «History of the formation of the constitution of the United States» (1882, 2 томи); ювілейне видання його історії Штатів у шести томах вийшло в 1876 році з нагоди святкування столітньої річниці незалежності Сполучених Штатів. Крім того, ним написані: «Literary and historical miscellanies» (1855); «History of the colonisation of the United States» (1882).

## Доробок

### Провідні роботи
- Bancroft, George. History of the United States of America, from the Discovery of the American Continent. (Boston: Little, Brown, and company, numerous editions in 8 or 10 volumes 1854—1878).
- Bancroft, George; Dyer, Oliver, 1824—1907. (1891) History of the Battle of Lake Erie, and Miscellaneous Papers (New York: R. Bonner's sons) 292 pp. (American Library Association) online edition
- Bancroft, George. Martin Van Buren to the End of His Public Career. New York: Harper & Brothers, 1889. online edition
- Bancroft, George. History of the Formation of the Constitution of the United States of America.(New York, D. Appleton and Company, 1882, Vol 1) online edition

### Невеликі публикації
- An Oration Delivered on July 4, 1826, at Northampton, Mass. (Northampton, 1826)
- History of the Political System of Europe, translated from Heeren (1829)
- An Oration delivered before the Democracy of Springfield and Neighboring Towns, July 4, 1836 (2d ed., with prefatory remarks, Springfield, 1836)
- History of the Colonization of the United States (Boston, 1841, 12mo, abridged)
- An Oration delivered at the Commemoration, in Washington, of the Death of Andrew Jackson, June 27, 1845
- The Necessity, the Reality, and the Promise of the Progress of the Human Race
- An Oration delivered before the New York Historical Society, November 20, 1854 (New York, 1854)
- Proceedings of the First Assembly of Virginia, 1619; Communicated, with an Introductory Note, by George Bancroft
- Collections of the New York Historical Society, second series, vol. iii., part i. (New York, 1857)
- Literary and Historical Miscellanies (New York, 1855)
- Memorial Address on the Life and Character of Abraham Lincoln, delivered at the request of both Houses of the Congress of America, before them, in the House of Representatives at Washington, on February 12, 1866 (Washington, 1866) via Archive.org
- A Plea for the Constitution of the United States of America, Wounded in the House of its Guardians
- Veritati Unice Litarem (New York, 1886)